# David Castañeda
David Castañeda (Los Ángeles, Estados Unidos, 24 de octubre de 1989) es un actor estadounidense de ascendencia mexicana, conocido por interpretar a Diego Hargreeves en la serie de Netflix The Umbrella Academy.

## Biografía
Castañeda nació en Los Ángeles pero fue criado en la ciudad de El Fuerte, Sinaloa, México. Sin embargo, regresó a Estados Unidos con 14 años para cursar la secundaria. Luego estudió ingeniería civil en la universidad, aunque abandonó la carrera al interesarse en la producción cinematográfica, la cual estudió en la Universidad Estatal de California. Posteriormente, comenzó a estudiar actuación mientras hacía audiciones, logrando graduarse en 2015.
Si bien actuaba desde los 17 años, comenzó a tomar profesionalmente el tema luego de ofrecerse como voluntario para una película de un director de la universidad. Luego de esto, interpretó papeles secundarios en películas como End of Watch o Freaks of Nature, además de ser protagonista del cortometraje Madoggin, el cual ganó el premio del público en el NBC Universal Short Cut Film Festival. En 2013 comenzó a interpretar a Jorge en la serie de ABC Family Switched at Birth. A fines de 2016 consiguió ser elegido para interpretar a Hector en Sicario: Day of the Soldado, la cual se estrenó dos años después. Mientras tanto, protagonizó El Chicano, donde tomó el papel de Shotgun.
En 2017 fue elegido para interpretar a Diego Hargreeves en la serie de Netflix The Umbrella Academy, el cual ha sido el papel más importante de su carrera. La misma se estrenó a principios del 2019. La segunda temporada dio inicio en julio de 2020. La temporada 3 se estrenó el 22 de junio del 2022. Posteriormente fue renovada para una cuarta y final temporada la cual inició el 8 de agosto del 2024.

## Filmografía

### Cine
| Año  | Título                        | Papel           |
| ---- | ----------------------------- | --------------- |
| 2009 | Drive-By Chronicles: Sidewayz | Saul            |
| 2011 | Madoggin                      | Pedro González  |
| 2012 | End of Watch                  | Cowboy mexicano |
| 2015 | Freaks of Nature              | Tony Cerone     |
| 2015 | Human Behavior                | Mark            |
| 2016 | Love Sanchez                  | Rene            |
| 2017 | The Ascent                    | Louis Medina    |
| 2017 | Corrida                       | Jefe            |
| 2017 | Why?                          | Él mismo        |
| 2018 | Sicario: Day of the Soldado   | Hector          |
| 2018 | El Chicano                    | Shotgun         |
| 2019 | We Die Young                  | Rincon          |
| 2019 | Standing Up, Falling Down     | Ruis            |
| 2020 | The Tax Collector             | Vargas          |
| 2021 | The Guilty                    | Tim Geraci      |
| 2025 | Ballerina                     | Javier          |

### Televisión
| Año       | Título                      | Papel                                            | Notas              |
| --------- | --------------------------- | ------------------------------------------------ | ------------------ |
| 2009      | Lie to Me                   | Novio                                            | 1 episodio         |
| 2012      | Southland                   | Carlos                                           | 1 episodio         |
| 2013      | Switched at Birth           | Jorge                                            | 7 episodios        |
| 2014-2015 | Jane the Virgin             | Nicholas                                         | 3 episodios        |
| 2015      | Bound and Babysitting       | Eddie                                            | Película de TV     |
| 2015      | The Player                  | Listo Salvado                                    | 1 episodio         |
| 2016      | Blindspot                   | Carlos                                           | 1 episodio         |
| 2016      | Going Dark                  | Sam                                              |                    |
| 2017      | The Legend of Master Legend | Mandy Mandujano                                  | Cortometraje de TV |
| 2019-2024 | The Umbrella Academy        | Diego Hargreeves                                 | Elenco principal   |
| 2022      | Robot Chicken               | Interrogador/ Mi extraña adicción narrador (voz) | 1 episodio         |
| 2023      | Poker Face                  | Jimmy                                            | 1 episodio         |
| 2023      | Most Dangerous Game         | Victor Suero                                     | Temporada 2        |